# Dan Franck
Ne doit pas être confondu avec Daniel Franck.
Pour les articles homonymes, voir Franck.
Daniel Franck, dit Dan Franck, est un écrivain et scénariste français, né le 17 octobre 1952 à Paris.
Il a notamment été récompensé par le Prix Renaudot en 1991.

## Biographie
Élève turbulent au lycée Richelieu de Rueil-Malmaison, il quitte le domicile familial à 17 ans et passe le bac tout en travaillant : coursier, boulanger,  vendeur de disques, il vend même des toiles de ses amis peintres à Montmartre sur la place du Tertre. Il fait ensuite son service militaire en 1972 dans le bataillon semi-disciplinaire du 16e régiment de chasseurs mécanisés, à Sarrebourg en Allemagne, où il assiste à la mort accidentelle d'un de ses amis. De retour à Paris, il s'inscrit en Sorbonne, et continue les petits boulots pour subvenir à ses besoins d'enfant émancipé. En particulier, il transcrit des entretiens enregistrés, et prend goût à les ré-écrire au point de les rendre publiables. 
Très vite, il se met à l'écriture, d'abord sans succès, avant de recevoir le prix du premier roman en 1980 pour Les Calendes grecques, puis le prix Renaudot en 1991 pour La Séparation, « une confession impudique et discrète, comme un constat, constat d'échec d'une génération, celle qui avait 20 ans en 1968 et n'a pas su faire mieux que la précédente »,.
Il écrit aussi en collaboration avec d'autres auteurs tels que Enki Bilal ou Jean Vautrin, avec lequel il conçoit la série de romans Les Aventures de Boro, reporter photographe. Romancier, essayiste, scénariste pour le cinéma et la télévision, il travaille également en tant que prête-plume pour soixante-deux ouvrages (dont Ma médecine naturelle de Rika Zaraï et l'autobiographie du footballeur Zinédine Zidane). Il raconte qu'il s'est déjà retrouvé sur les plateaux de télévision devant les auteurs qui font mine d'avoir sué sang et eau pour “leur” manuscrit ! 
Au début des années 1980, il publie deux ouvrages sous le pseudonyme de Marc Kajanef, pseudonyme qui combine les noms de famille de Dan Franck et de Pierre Ajame.
Entre 1991 et 1999, Dan Franck se prête aussi au métier d'acteur dans trois films de Gérard Mordillat.
Quarante ans plus tard, un épisode de sa vie lui inspire le livre intitulé L'Arrestation, publié en 2023 : une incarcération préventive pendant 40 jours en 1984 suivie d'une condamnation à dix-huit mois de prison avec sursis en 1988 à cause de l'aide qu'il apporte à Claude Halfen et à la mouvance terroriste Action directe. 
Signataire de nombreuses pétitions et tribunes, publiquement engagé à gauche, il soutient par exemple François Hollande, le candidat PS à l'élection présidentielle de 2012. Le 30 novembre 2015, il est parmi les signataires de l'Appel des 58 : « Nous manifesterons pendant l'état d'urgence »,.
Son œuvre est fortement marquée par l'histoire des forces progressistes en Europe et en particulier par la Guerre d'Espagne, par les années 1930, la question de l’engagement, et les figures de l’art moderne. 

## Vie privée
Fils de l'écrivain, scénariste et réalisateur Alain Franck (1927-2014)
Il obtient le baccalauréat en 1972, en candidat libre, après un échec en 1971.
Il fait des études en sociologie à Nanterre.
Il se marie en premières noces en 1983 à la journaliste Élisabeth Blayac . De cette union naissent deux fils, Simon (1985) et Nathan (1990). Leur séparation lui inspire le roman, La séparation, publié en 1991 et qui provoque leur divorce dès le printemps suivant.  
En 1994 il rencontre Marion Ridoret, directrice de style de la marque Petit Bateau, qui donnera naissance à une fille, Lili: Il épouse Marion Ridoret en 2008.

## Publication

### Romans
- Les Calendes grecques, Calmann-Lévy, 1980 — Prix du premier roman 1980
- Apolline, Stock, 1982
- La Dame du Soir, Mercure de France, 1984
- Les Adieux, Flammarion, 1987
- Le Cimetière des fous, Flammarion, 1989
- La Séparation, Seuil, 1991 — Prix Renaudot, 1991[1]
- Une jeune fille, Seuil, 1994
- Nu couché, Seuil, 1998
- Un siècle d’amour, vol. 1 en collaboration avec Enki Bilal, Fayard, 1999.
- Les Enfants, Grasset, 2003 — Prix des romancières 2003[16]
- Roman nègre, Grasset, 2008
- Un siècle d’amour, vol. 2, en collaboration avec Enki Bilal, Fayard-Casterman, 2010
- Les Champs de bataille, Grasset, 2012
- La Société, Grasset, 2014
- Scénario, Grasset, 2018
- Le Vol de la Joconde, Grasset, 2019
- L’Arrestation, Grasset, 2023[5]

### Romans en collaboration avecJean Vautrin
Il s’agit des huit volumes de la série Les Aventures de Boro, reporter photographe.
- La Dame de Berlin, Fayard, 1987
- Le Temps des cerises, Fayard, 1990
- Les Noces de Guernica, Fayard, 1994
- Mademoiselle Chat, Fayard, 1996
- Boro s’en va-t-en guerre, Fayard, 2000
- Cher Boro, Fayard, 2005
- La Fête à Boro, Fayard, 2007
- La Dame de Jérusalem, Fayard, 2009
- Boro, Est-Ouest, Fayard, 2022

### Récits historiques et essais
Sous le pseudonyme de Marc Kajanef :
- L’Année de la musique, Stock, 1980
- Johann Sebastian Bach, Stock, 1981

Sous son propre nom :
- Le Petit Livre de l'orchestre et de ses instruments, Points, 1993
- Tabac, Mille et une Nuits, Seuil, 1995
- Journal d’une victoire, en collaboration avec Zinédine Zidane, Éditions Robert Laffont-Plon, 2000
- Les Carnets de la Californie (texte sur Picasso), Le Cercle d’art, 2000
- Les Années Montmartre, Mengès, 2007
- La trilogie Les Aventuriers de l'Art moderne (publiée en un seul volume sous le titre Le Temps des bohèmes, Grasset, 2015) :
  - Bohèmes, Les Aventuriers de l’Art moderne (1900-1930), Calmann-Lévy, 1998
  - Libertad ! Les Aventuriers de l’Art moderne (1931-1939), Grasset, 2004[17]
  - Minuit : Les Aventuriers de l’Art moderne (1940-1945), Grasset, 2010

## Filmographie

### Scénariste
- 1991 : Milena, de Véra Belmont
- 1991 : Netchaiev est de retour, de Jacques Deray
- 1991 : La Dame de Berlin, téléfilm de Pierre Boutron d'après son propre roman (TF1)
- 1992 : La Fille de l'air, de Maroun Bagdadi
- 1994 : La Séparation, de Christian Vincent d'après son propre roman
- 1996 : Tykho Moon, d’Enki Bilal
- 1997 : Les Parents modèles, téléfilm de Jacques Fansten (France 2)
- 2002 : Jean Moulin, téléfilm d’Yves Boisset (France 2) — grand prix du meilleur scénario de télévision FIPA 2001
- 2003 : De soie et de cendre, téléfilm de Jacques Otmezguine (France 3) — co-scénariste
- 2003 : Simon le juste, téléfilm de Gérard Mordillat - coscénariste
- 2005 : Les Enfants, de Christian Vincent
- 2006 : Le Rainbow Warrior, téléfilm de Pierre Boutron (Canal+)
- 2007 : Monsieur Max, téléfilm de Gabriel Aghion (France 3 et Arte)
- 2008 : Plus tard, tu comprendras, d’Amos Gitaï, d’après le livre de Jérôme Clément
- 2009 : Un homme d'honneur, téléfilm de Laurent Heynemann (France 2) — Fipa d’argent au FIPA 2009
- 2010 : Carlos, mini-série d’Olivier Assayas — sélection officielle au Festival de Cannes 2010 ; Golden Globe 2011 de la meilleure mini-série ou du meilleur téléfilm
- 2011 : J'étais à Nüremberg, téléfilm d’André Chandelle (France 2)
- 2011 : Goldman, téléfilm de Christophe Blanc (Canal+)
- 2012 : Les Hommes de l'ombre, mini-série de Frédéric Tellier (France 2)
- 2014 : Résistance, mini-série de Miguel Courtois, Alain Goldman et David Delrieux (TF1)
- 2015 : La Vie devant elles, série télévisée en collaboration avec Stéphane Osmont (France 3)
- 2016 : Marseille, série télévisée (Netflix). Également showrunner. Dan Franck entre en conflit avec la réalisation, dénonçant la déformation de son scénario[18]
- 2017 : Les Aventuriers de l'art moderne, série télévisée adaptée de ses ouvrages (Arte) — Prix du meilleur documentaire 2015 du Syndicat français de la critique de cinéma et des films de télévision ; laurier de la meilleure série documentaire 2015 ; lauriers de la radio et de la télévision, club de l'audiovisuel, France

### Acteur
- 1991 : Toujours seuls, de Gérard Mordillat (le patron du salon de coiffure)
- 1993 : En compagnie d'Antonin Artaud, de Gérard Mordillat
- 1999 : Paddy, de Gérard Mordillat (le directeur du supermarché)

## Distinctions
- 1980 : Prix du premier roman, pour Les Calendes grecques
- 1991 : Prix Renaudot, pour La Séparation[1]
- 2001 : FIPA, Grand prix du meilleur scénario de télévision, pour Jean Moulin (téléfilm)
- 2003 : Prix des romancières, pour Les Enfants (roman)[16]
- 2015 : Prix du meilleur documentaire du Syndicat français de la critique de cinéma et des films de télévision, pour Les Aventuriers de l'art moderne
- 2015 : Laurier de la meilleure série documentaire 2015, pour Les Aventuriers de l'art moderne
- 2015 : Lauriers de la radio et de la télévision, Club de l'audiovisuel
- 2016 : EuroFipa d’honneur[19]
- 2020 :  Chevalier de l'ordre des Arts et des Lettres[20]